# 조시 스미스 (야구 선수)
조슈아 앨런 스미스(Joshua Allen Smith, 1987년 8월 7일 ~ )는 미국의 야구 선수이자, 전 메이저 리그 마이애미 말린스의 투수이다.

## 미국 프로야구 시절
2015년에 신시내티 레즈에 입단하였다.

## 한국 프로야구 시절

### 키움 히어로즈시절
2021년에 제이크 브리검을 대체할 외국인 투수로 영입되었다. 하지만 2경기 만에 방출되었고, 제이크 브리검이 복귀했다.